# Carniola

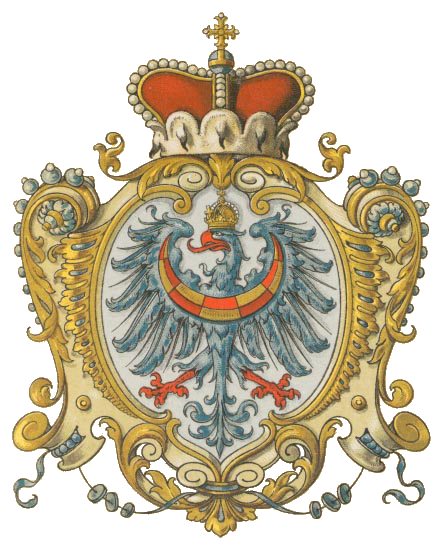
Armas del Ducado de Carniola.

Carniola (en esloveno Kranjska, en alemán Krain) es una región de Eslovenia, alrededor de la capital eslovena Liubliana. Fue un antiguo ducado de la Casa de Austria y hasta 1918 perteneció al Imperio austrohúngaro.
Tras la Primera Guerra Mundial pasó en su mayor parte al Reino de los Serbios, Croatas y Eslovenos, excepto su zona más occidental, que se incorporó al Reino de Italia. Después de la Segunda Guerra Mundial, la parte italiana se integró en Yugoslavia.  En la Eslovenia actual, independizada en 1991, se divide en varias subregiones tradicionales: Alta Carniola, Baja Carniola, Carniola Interior y Carniola Blanca.